# Peter Slors
Petrus Michiel (Peter) Slors (Utrecht, 15 januari 1959 - Rome, 21 juli 2006) was een Nederlands priester van de Rooms-Katholieke Kerk.
Peter Slors volgde zijn priesteropleiding aan het Grootseminarie Rolduc Hij werd op 28 mei 1983 in de Sint-Christoffelkathedraal van Roermond tot priester gewijd. Vervolgens werd hij kapelaan in de HH. Monulphus en Gondulphusparochie in Berg en Terblijt. In 1986 kreeg Slors van bisschop Joannes Gijsen de opdracht te gaan studeren aan de Pauselijke Universiteit Gregoriana in Rome. Hij studeerde hier christelijke archeologie, oude kerkgeschiedenis en patrologie met als bijvakken Latijn en Grieks. Vervolgens werd hij in 1991 docent kunstgeschiedenis aan het Grootseminarie Rolduc. Naast deze functie werd Slors door bisschop Frans Wiertz benoemd tot priesterassistent in Kerkrade in de parochies H. Catharina en HH. Jozef en Norbertus. In januari 1993 werd hij pastoor in de Christus Hemelvaartparochie in Maastricht-Pottenberg.
Bisschop Frans Wiertz stelde Slors, na een verzoek vanuit het Vaticaan, in september 1996 ter beschikking voor een functie bij het Staatssecretariaat van de Heilige Stoel. In maart 2002 werd hij in Rome benoemd tot Kapelaan van Zijne Heiligheid met de bijhorende titel monseigneur.
Peter Slors overleed onverwachts op 47-jarige leeftijd en werd na een uitvaartdienst in de parochiekerk in San Lorenzo te Rome begraven op de begraafplaats van Verano. Bisschop Everard de Jong, een oud-klasgenoot van Slors, was aanwezig bij de begrafenis.